# Els Moors
Pour les articles homonymes, voir Moors (homonymie).
Els Moors, née le 16 juillet 1976  à Poperinge, est une écrivaine belge.

## Biographie
En 2018, elle devient Poétesse nationale,.

## Œuvres
Ses œuvres ne sont pas traduites en français.
- Er hangt een hoge lucht boven ons, poèmes, 2006, Nieuw Amsterdam

- Prix Herman de Coninck (Meilleurs débuts) 2007
- Het verlangen naar een eiland, roman, 2008, Nieuw Amsterdam
- Vliegtijd, roman, 2010, Nieuw Amsterdam
- Liederen van een kapseizend paard, roman, 2013, Nieuw Amsterdam

- prix de poésie J.C. Bloem 2015
- prix littéraire de la Province de la Flandre occidentale